# فيربا (صاروخ)
صاروخ فيربا (بالروسية Верба) هو صاروخ دفاع جوى محمول على الكتف تم تطويره من قبل شركة KBM الروسية وقد تم الكشف عنه عام 2015 وقد تم تطويره كبديل مستقبلى ي للصاروخ 9K38 Igla-S الذي تستخدمه القوات المسلحة الروسية بالإضافة إلى العديد من الدول الأخرى حول العالم، وقد تمت الموافقة على إنتاج الصاروخ عام 2011 ودخل الخدمة في الجيش الروسي عام 2014.

## نظرة عامة
تعد منطقة القتل الخاصة بالصاروخ مشابهة لمنطقة القتل الخاصة بالإيجلا إس (6 كم) ومع سقف ارتفاع يصل إلى 4.5 كم ولكن تم تطوير الصاروخ بقدرات إضافية للتصدى للإجراءات المضادة مثل أنظمة التشويش والفليرز.
التطور الرئيسى للفيربا عن الإيجلا إس هو الباحث ثلاثى القنوات متعدد الأطياف الجديد، وتتكون هذه القنوات من مستشعر للأشعة فوق البنفسجية ومستشعر للموجات التحت الحمراء متوسطة المدى ومستشعر للموجات التحت حمراء قصيرة المدى، ويتم التحقق من الهدف عبر مدخلات المستشعرات للتفريق بين الهدف والئراك الخداعية مما يزيد من دقة الصاروخ بالإضافة إلى تجنب الشراك الخداعية.
يبلغ وزن الرأس الحربى 1.5 كجم ويتكون النظام من القاذف 9P521 بالإضافة إلى منظار التصوير بالأشعة تحت الحمراء Maugli-2M وتمت إضافة منظومة التعرف على العدو أو الصديق إلى المنظومة، وتمتلك المنظومة نظام تحكم آلى متكامل مما يتيح لها تبادل المعلومات مع كلاً من رادارات الإنذار المبكر الأرضية والمحمولة جواً وبهذه الطريقة يمكن تتبع الهدف من خارج نطاق اشتباك الصاروخ وتمرير المعلومات للقوات المشغلة للنظام للتعامل مع الهدف.
معظم أنظمة الدفاع الجوى المحمولة على الكتف تعتمد على الإطلاق على الهدف بعد المرور (لإصابة المحرك) اما نظام الإنذار المبكر المتكامل مع منظومة فيربا يوفر القدرة على الاشتباك المبكر مع الطائرات مما يزيد من فرص الإصابة واقتراب الصاروخ من الطائرة من الأمام يجعله يتجنب الفليرز التي تستخدمها معظم الطائرات الحديثة حالياً.

## المشغلي الحاليون
- روسيا
- أرمينيا

### المشغلين المحتملون
- الهند
- مصر [8]
- الجزائر
- الصحراء الغربية